# Церковь Казанской иконы Божией Матери (Нижний Новгород)
Це́рковь Каза́нской ико́ны Бо́жией Ма́тери — православный храм в историческом центре Нижнего Новгорода. Церковь располагается на Зеленском съезде, у его выхода к площади Народного Единства.
В древности на данном месте стояла деревянная Ризположенская церковь. В 1687 году на средства купца Афанасия Олисова был отстроен каменный приходской храм в честь Казанской иконы Божией Матери, несколько раз перестроенный в XIX веке.
Старинный храм XVII века был снесён советскими властями в 1935 году при перепланировке Зеленского съезда. Современный храм, не имеющий в облике ничего общего со старинной церковью, построен в 2005—2012 годах по проекту нижегородских архитекторов Евгения и Натальи Пестовых.

## Храм XVII века

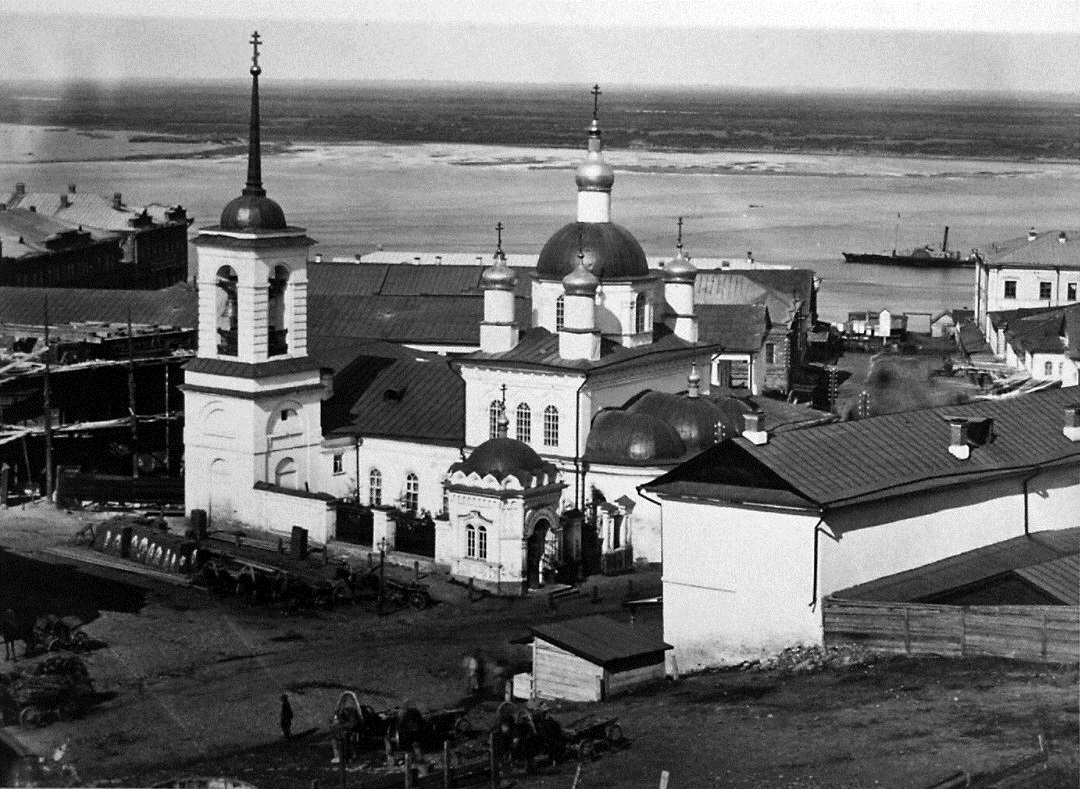
Казанская церковь с часовней, 1900-е годы

Священник М. Добровольский в книге «Краткое описание нижегородских церквей, монастырей и часовен» (1895) сообщал, что на Зеленском съезде, напротив Нижегородского кремля, в древности стояла деревянная Ризположенская церковь.
С постройкой в 1649 году крупной, соборного типа церкви Жён-Мироносиц началась постепенная замена в городе деревянных приходских храмов каменными. Они сооружались на средства богатых горожан или содружеств посадских людей, что в условиях феодального государства приводило к демократизации церковной архитектуры, поэтому для Нижнего Новгорода середины столетия было характерно проникновение светского начала в церковную архитектуру. Почти все вновь выстроенные церкви были пятиглавыми, стены основного четверика членились на три части плоскими лопатками и завершались широким кирпичным карнизом и закомарами-кокошниками. Различались они только размерами и отдельными декоративными деталями. В таком духе были выстроены Ильинская церковь (1655), Никольская церковь на Торгу (1656), Троицкая церковь на Нижнем посаде (1663), Козьмодемьянская церковь на Нижнем посаде, а также более поздние — Рождества Иоанна Предтечи (1676—1683) и Казанской Богоматери на Торгу.
Каменную церковь Казанской иконы Божией Матери на Торгу возвёл в 1687 году купец Афанасий Олисов. Изначально церковь была одноглавой, с небольшой трапезной и колокольней. Храм неоднократно страдал от пожаров, в особенности в 1701 и 1715 годах, но каждый раз восстанавливался.
В 1816 году, при архиепископе Моисее, храм перестроили: обветшавшие трапезная и колокольня были разобраны, а вместо них возведены новые строения — обширная трапезная и колокольня с южной стороны от основного объёма. Церковь сильно пострадала в пожаре 1853 года и позже была восстановлена на средства старосты храма, купца Л. М. Коптева.
В 1867—1869 годах был перестроен основной объём моленного зала: помещение было перекрыто полукруглым куполом, а сверху завершено пятиглавием. К тому времени в церкви было три престола: главный — в честь Казанской иконы Божией Матери; и два придельных в трапезной — в честь Иоанна Воина (справа) и во имя святителя Димитрия Ростовского (слева). В 1890-х годах при храме была устроена часовня в память избавления императора Александра II от покушений 4 апреля 1866 года и 25 мая 1877 года, императора Александра III — 17 октября 1888 года и наследника Николая Александровича — 29 апреля 1891 года в Японии.
В 1914 году приход храма состоял всего из 29 хозяйств и насчитывал 107 мужчин и 109 женщин. В 1929 году в приходе состояло 145 человек.
С приходом советской власти в Нижнем Новгороде начался снос культовых сооружений. 7 мая 1929 года, в период строительства Дома Советов в кремле, управляющий стройконторой Нижгубсовнархоза обратился в административно-хозяйственный отдел Губернского исполкома с просьбой о разборке старинных церквей для использования строительных материалов. Планировалось в том числе разобрать и Казанскую церковь. 20 мая был расторгнут договор с общиной храма, с намерением снести «культовое здание… в целях упорядочения движения из верхней части Н. Новгорода в нижнюю», несмотря на то, что церковь стояла на учёте Главнауки, как памятник архитектуры.
Постановлением Президиума ВЦИК от 30 мая 1931 года решение о сносе было отменено и община продолжала богослужения до 1935 года, когда 25 марта Президиум Горсовета города Горького постановил снести Казанскую церковь «в связи с перепланировкой Зеленского съезда». Церковный совет был поставлен в известность о сносе церкви и часовни при ней 18 июня 1935 года. Община написала протест во ВЦИК 21 июня, но он утвердил решение о сносе. В итоге храм был снесён, а его община решением Куйбышевского райсовета присоединена к Предтеченской церкви в Благовещенской слободе.

## Современный храм

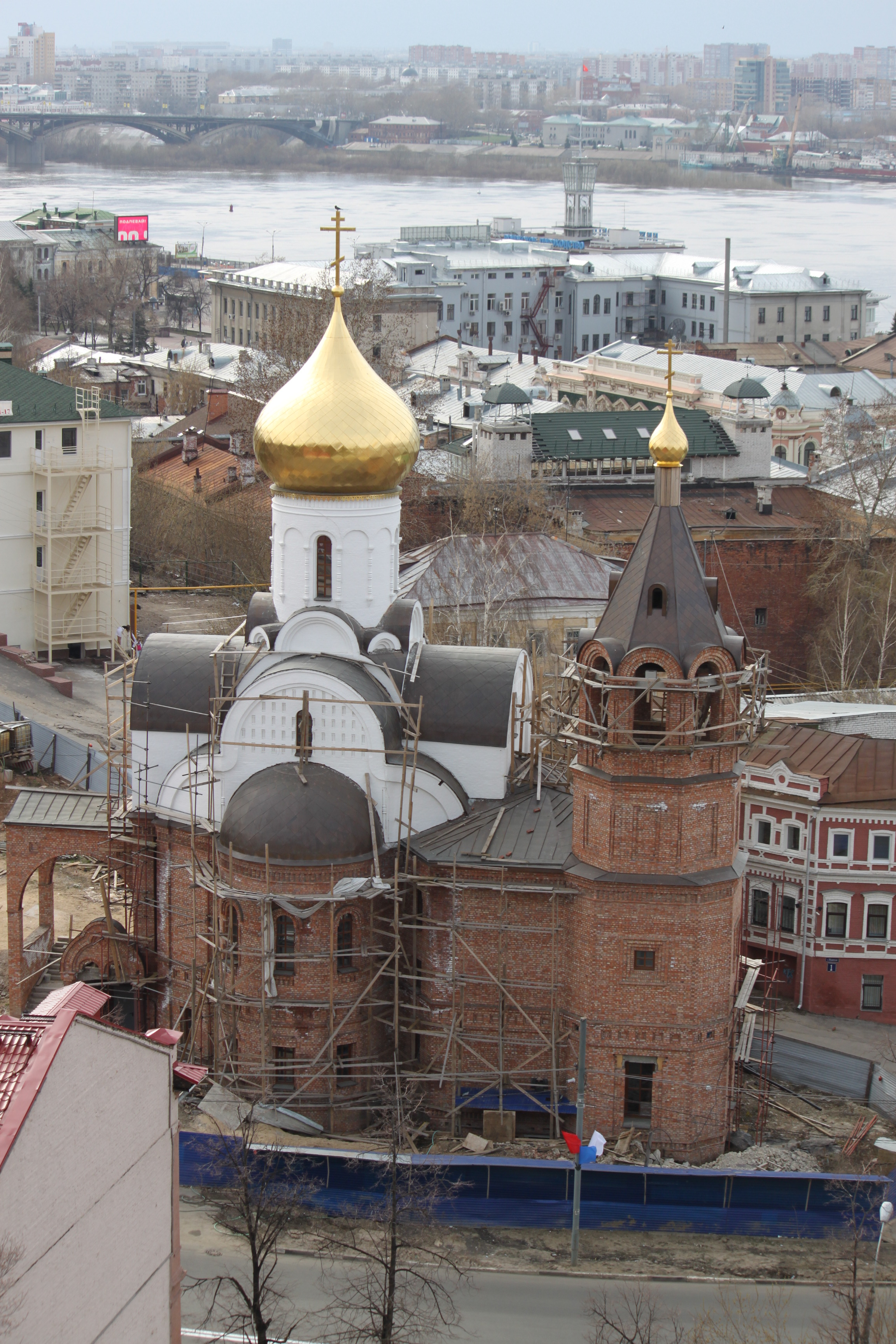
Строительство нового храма, 2011 год

История возрождения храма связана с учреждением государственного праздника — Дня народного единства. Новый храм на месте снесённой церкви был заложен 3 ноября 2005 года патриархом Алексием II. В 2006 году по инициативе архиепископа Георгия был организован конкурс эскизных проектов будущей постройки, на котором первое место занял эскиз нижегородского архитектора Евгения Пестова.
Архитектор Евгений Пестов, наряду с Александром Харитоновым, являлся к тому моменту одним из лидеров нижегородской архитектурной школы 1990-х годов. Проектируя в историческом центре Нижнего Новгорода, зодчие вдохновлялись знаковыми для города памятниками архитектуры начала XX века, выполненными в национальной версии модерна и разновидности ретроспективизма 1910-х годов — неорусском стиле. Скульптурность, пластичность, цветоносность и синтетичность, свойственные неорусскому стилю, привели к возрождению художественных начал в новейшей архитектуре, мотивы этого стиля оказались вновь востребованы с целью воссоздания своеобразия облика древнего русского города. В большой степени мотивы неорусского стиля проявились в архитектуре целого ряда нижегородских храмовых построек рубежа XX—XXI века, в том числе и в новой Казанской церкви, проект которой на основе эскиза разработали Евгений Пестов и Наталья Пестова.
22 января 2009 года архиепископ Георгий освятил кресты, купола и звонницу церкви. В 2012 году интерьер храма был расписан мастерами иконописной мастерской «Новое Воскресение» в сотрудничестве с борской мастерской «Ковчег», под руководством палехского иконописца Сергея Морозова.  
3 ноября 2012 года митрополит Георгий совершил чин освящения и первую Божественную литургию в храме.

## Святыни
- Икона с частицей мощей святителя Луки Крымского[4]